# Panca, Storojineț
Panca, întâlnit și sub forma Clinovca (în ucraineană Панка, transliterat Panka și în germană Panka) este un sat reședință de comună în raionul Storojineț din regiunea Cernăuți (Ucraina). Are 2,469 locuitori, preponderent ucraineni.
Satul este situat la o altitudine de 363 metri, se află pe malul râului Siretul Mare, în partea de centru a raionului Storojineț.

## Istorie

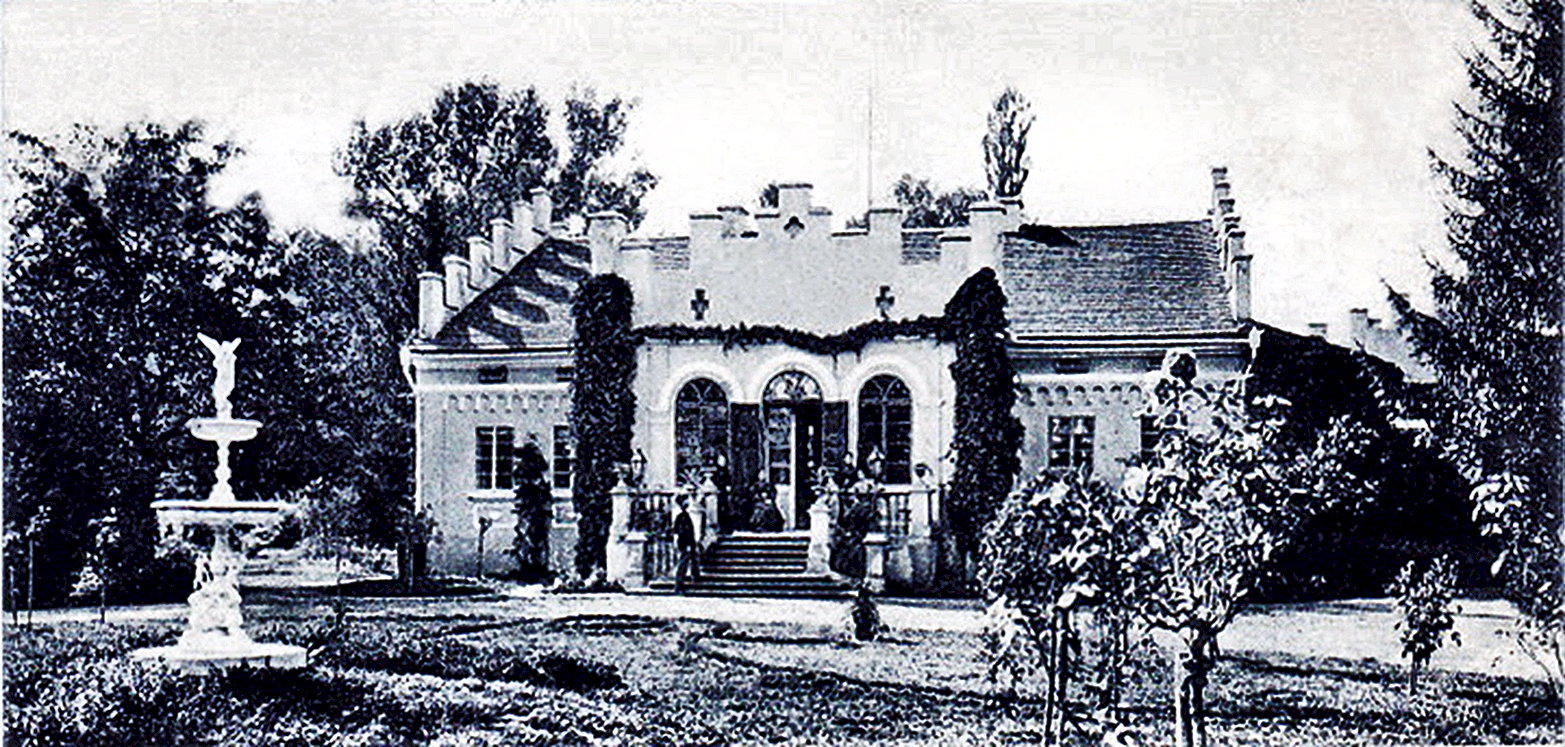
Vila Elenei și Ruxandrei de Wassilko în Panca pe la 1900

Istoria satului Panca în Principatul Moldovei de pe valea superioară a Siretului a început mai înainte de descălecat, cu un oarecare Pancu, predecesor al familiei Wassilko, și a făcut parte din regiunea istorică Bucovina a Principatului Moldovei. Prima mențiune documentară a avut loc în uricul lui Alexandru cel Bun de la 16 februarie 1428 pentru Stan și Șerbco, fiii lui Luca.
În ianuarie 1775, ca urmare a atitudinii de neutralitate pe care a avut-o în timpul conflictului militar dintre Turcia și Rusia (1768-1774), Imperiul Habsburgic (Austria de astăzi) a primit o parte din teritoriul Moldovei, teritoriu cunoscut sub denumirea de Bucovina. După anexarea Bucovinei de către Imperiul Habsburgic în anul 1775, localitatea Panca a făcut parte din Ducatul Bucovinei, guvernat de către austrieci, făcând parte din districtul Storojineț (în germană Storozynetz). Panca a aparținut fideicomisului (1888) familiei Wassilko de Serecki. 
După Unirea Bucovinei cu România la 28 noiembrie 1918, satul Panca a făcut parte din componența României, în Plasa Flondoreni a județului Storojineț. Pe atunci, majoritatea populației era formată din ucrainieni. 
Ca urmare a Pactului Ribbentrop-Molotov (1939), Bucovina de Nord a fost anexată de către URSS la 28 iunie 1940. Bucovina de Nord a reintrat în componența României în perioada 1941-1944, fiind reocupată de către URSS în anul 1944 și integrată în componența RSS Ucrainene. Școala cu predare în limba română din satul Panca a fost închisă de către autoritățile sovietice după cel de-al doilea război mondial.
Începând din anul 1991, satul Panca face parte din raionul Storojineț al regiunii Cernăuți din cadrul Ucrainei independente. Conform recensământului din 1989, numărul locuitorilor care s-au declarat români plus moldoveni era de 392 (376+16), adică 16,6% din populația localității . În prezent, satul are 2.469 locuitori, preponderent ucraineni.

## Demografie
Componența lingvistică a comunei Panca
     Ucraineană (97,37%)
     Rusă (1,26%)
     Română (1,26%)
     Alte limbi (0,08%)
Conform recensământului din 2001, majoritatea populației comunei Panca era vorbitoare de ucraineană (97,37%), existând în minoritate și vorbitori de rusă (1,26%) și română (1,26%).
1989: 2.361 (recensământ)
2007: 2.469 (estimare)

### Recensământul din 1930
Componența etnică a comunei Panca (județul Storojineț)
     Români (47,79%)
     Germani (1,18%)
     Evrei (1%)
     Ruteni (26,24%)
     Polonezi (21,95%)
     Huțuli (0,11%)
     Cehi/Slovaci (1,73%)
Componența confesională a comunei Panca
     Ortodocși (72,26%)
     Romano-catolici (25,96%)
     Mozaici (1%)
     Altă religie (0,78%)
Conform recensământului efectuat în 1930, populația comunei Panca se ridica la 2.542 locuitori. Majoritatea locuitorilor erau români (47,79%), cu o minoritate de germani (1,18%), una de evrei (1,00%), una de ruteni (26,24%), una de huțuli (0,11%), una de polonezi (21,95%) și una de cehi\slovaci (1,73%). Din punct de vedere confesional, majoritatea locuitorilor erau ortodocși (72,26%), dar existau și romano-catolici (25,96%) și mozaici (1,00%). Alte persoane au declarat: greco-catolici (11 persoane) și evanghelici\luterani (9 persoane).